# Jean Bosc (Politiker)
Jean Bosc (* 18. September 1875 in Nîmes; † 23. Oktober 1959 ebenda) war ein französischer Politiker. Er war von 1924 bis 1928 Mitglied der Nationalversammlung und von 1929 bis 1939 Mitglied des Senats.
Bosc, dessen Vater Adolphe ebenfalls Abgeordneter der Nationalversammlung war, studierte in Nîmes und Montpellier, wo er 1901 einen Doktorgrad in Rechtswissenschaften erwarb. 1904 wurde er Stadtrat von Nîmes und 1913 Mitglied des Generalrats, was er bis 1940 blieb. 1924 zog er zudem in die Nationalversammlung ein. Dort schloss er sich dem radikalsozialistischen Parti républicain an. 1928 scheiterte er jedoch an der Wiederwahl. Nach dem Tod von Fernand Crémieux wurde er 1929 in den Senat gewählt und ein Jahr später bei den regulären Wahlen bestätigt. Bei den folgenden Wahlen musste er sich aber dem ebenfalls radikalen Louis Mourier geschlagen geben. Danach war er bis zu seinem Tod im Jahr 1959 noch als Journalist und Anwalt tätig.